# Auguste Pil
Auguste Amand Pil (Pollinkhove, 7 januari 1857 - Veurne, 3 februari 1920) was een Belgisch politicus, die onder meer provincieraadslid, volksvertegenwoordiger en burgemeester van Veurne was.

## Levensloop
August Pil was de zoon van landbouwer Carolus Ludovicus Pil (1804-1858) en Maria-Theresia Balloey (1818-1886) uit Pollinkhove. Kleinzoon van Carolus Bernardus Pil (1776-1834) en Maria-Theresia Van Noorenberghe (1776-1851). Zijn grootvader Carolus Bernardus Pil was vanaf 1822 gemeenteraadslid in Pollinkhove. 
Auguste volgde de humaniora aan het Bisschoppelijk College in Veurne en was primus in de retorica. Hij behaalde zijn diploma van doctor in de rechten aan de KU Leuven in 1881. Hij vestigde zich in Tielt en schreef zich in aan de balie van Brugge. In 1899 was hij bestuurslid van de Bond der Vlaamse rechtsgeleerden.
In 1883 vertrok hij naar Veurne, waar hij advocaat-pleitbezorger werd en trouwde in 1882 met Romanie Balloey (1861-1938) uit Lo. Het gezin had negen kinderen.
Pil sloot zich aan bij de katholieke partij. In 1884 werd hij gemeenteraadslid, in 1886 schepen en in oktober 1918 burgemeester van Veurne, tot aan zijn dood twee jaar later.
Van 1898 tot 1900 was hij provincieraadslid en van 1900 tot 1920, tot zijn dood, volksvertegenwoordiger.

## Voetnota
1. ↑  Histoire de la Chambre des représentants de Belgique